# Нуд Богдан Ярославович
Богдан Іванович Нуд (19 березня 1910, Лагодів, Львівська область — 14 лютого 2012) — найстарший ієрей Української греко-католицької церкви.

## Життєпис
Богдан Нуд народився 19 березня 1910 року в с. Лагодів Перемишлянського р-ну Львівської обл. у родині вчителя. Своє навчання розпочав у народній школі поблизу Гошева, пізніше — у гімназії «Рідна школа» у м. Долина, що на Івано-Франківщині. Відтак, перевівся у польську гімназію м. Стрий. Згодом один рік провів в українській школі у Перемишлі (Польща).
1929—1935 рр. — навчався у Львівській греко-католицькій семінарії, за ректорства Йосипа Сліпого. Незадовго одружився та через рік по закінченні семінарії отримав священичі свячення.
Здійснення душпастирського служіння розпочав у с. Тухля, далі — у Вовкові біля Львова, починаючи уже з 1937 року, отримав парафію у селі Загірочко, що біля Ходорова на Львівщині, де залишився до 1999 року, отримав титул почесного Пароха с. Загірочко. Останнім часом проживав у м. Львові.

## Сім'я
Отець Богдан — батько двох дітей.
14 лютого 2012 року на сто другому році життя відійшов у вічність.